# 페르시아 문자
페르시아 문자(الفبای فارسی alefbā-ye fārsi) 또는 페르시아-아랍 문자는 페르시아어를 표기하기 위해 사용하는 문자이다. 기본적으로 아랍 문자를 이용하며, 페르시아어의 음운 표기를 위해서 아랍어에 없는 몇 개의 소리는 원래 문자에서 선이나 점을 더해 써서 표현한다. 총 32 글자로 이루어진 아브자드이다.

## 개요
페르시아어는 이란, 아프가니스탄, 타지키스탄 등에서 사용된다. 페르시아어는 인도유럽어족에 속하지만 7세기 아랍에게 정복된 후, 점차 아랍어의 문자인 아랍 문자를 바탕으로 한 문자 체계로 페르시아어를 표기하게 되었다. 특히 9세기의 사만 토후국 지배 하에서 페르시아 문자는 발달되었다.
페르시아어는 아나톨리아에서 셀주크 투르크 이후 중앙아시아와 남아시아에서 티무르 제국과 무굴 제국의 공용어로 사용되었다. 따라서 우르두어와 오스만 터키어는 페르시아어의 영향을 받았다.

## 역사상 페르시아어 표기
현재 페르시아어 문자가 채택되기 이전의 페르시아어 문자 체계로는
- 쐐기 문자 - 아케메네스 왕조 시대의 "고대 페르시아어"를 표기.
- 팔라비 문자 - 사산 왕조 시대의 "중세 페르시아어"(팔라비어)를 표기. 아람 문자에서 유래.

등이 있었다.

## 자모
| ا     | ب | پ | ت | ث | ج | چ | ح | خ | د | ذ | ر | ز | ژ | س | ش | ص | ض | ط | ظ | ع | غ | ف | ق   | ک | گ | ل | م | ن | و   | ه | ی   |
| a/u/i | b | p | t | s | j | č | h | x | d | z | r | z | ž | s | š | s | z | t | z | ’ | ğ | f | ğ/q | k | g | l | m | n | v/u | h | y/i |

## 컴퓨터

### 키보드

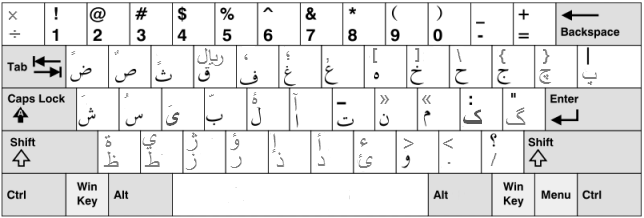

Windows 페르시아어 키보드.

## 같이 보기
- 페르시아어
- 아랍 문자
- 우르두 문자